# Chlorops laccatus
Chlorops laccatus är en tvåvingeart som beskrevs av Nartshuk 2002. Chlorops laccatus ingår i släktet Chlorops och familjen fritflugor.
Artens utbredningsområde är Estland. Inga underarter finns listade i Catalogue of Life.